# Колтрейн, Джон
Джон Уильям Колтре́йн (англ. John William Coltrane; 23 сентября 1926 — 17 июля 1967), также известен как Трейн (англ. Trane) — американский джазовый саксофонист и композитор.
Один из самых влиятельных джазовых музыкантов второй половины XX века, тенор- и сопрано-саксофонист и бэнд-лидер. Наряду с Чарли Паркером, Дюком Эллингтоном, Майлзом Дэвисом, Луи Армстронгом является наиболее значительной фигурой в истории джаза, оказавшей влияние как на современных джазовых музыкантов, так и на школу импровизации в целом.
В 1940-е годы оставался относительно неизвестным и играл в различных оркестрах.
В 1955 году он присоединился к коллективу Майлза Дэвиса. Когда Колтрейн решил уйти из квинтета, Дэвис — по условиям контракта с одной из звукозаписывающих компаний — в срочном порядке дописал с ним в 1956—1957 годах альбомы «Relaxin’» (1956), «Cookin’» (1957), «Steamin’» (1961) и «Workin’» (1959).
К концу 50-х и к началу 60-х годов Колтрейн создал наиболее значимые для наследия джаза альбомы («A Love Supreme», «Coltrane Jazz», «Giant Steps»), являющиеся, по сути, хрестоматией для основ изучения джазовой импровизации.
В 1960-е Колтрейн создал свой квартет, в который вошли пианист Маккой Тайнер, басист Джимми Гэррисон и ударник Элвин Джонс. Квартет Колтрейна считается одной из наиболее значительных групп в истории джаза, а некоторые историки рассматривают его как наиболее влиятельный из всех джазовых ансамблей.
В 1962 году Колтрейн сделал совместную запись с Дюком Эллингтоном, что свидетельствует о его признании со стороны мэтра. Наряду с этим Колтрейн играл с такими признанными мастерами, как Телониус Монк, Сонни Роллинс, Майлз Дэвис и др.
По мере развития карьеры Колтрейн и его музыка приобретали все более духовный наклон. Колтрейн повлиял на бесчисленное количество музыкантов и остаётся одним из самых значительных саксофонистов в истории музыки. Он получил множество посмертных наград. В 1971 г. была создана церковь Святого Джона Колтрейна, которая в 1982 г. вошла в состав Африканской православной церкви, которая таким образом признала его канонизацию. Также Колтрейн получил специальную Пулитцеровскую премию в 2007 году. Его второй женой была пианистка Элис Колтрейн, а его сыном является Рави Колтрейн.

## Биография
Джон Колтрейн родился в музыкальной семье, однако его родители не зарабатывали на жизнь музыкой.
Будучи ребёнком, он был со всех сторон окружён музыкой. Его отец Джон Р. Колтрейн был портным, но страстно любил музыку. Он играл на нескольких инструментах и его интересы пропитали любовью к музыке его сына.
С 13 лет Джон начал играть в оркестрах. Вначале его инструментами были кларнет и альтгорн, затем альт-саксофон.
Колтрейн играл в разных ночных клубах Филадельфии, но в 1945 году его призвали в армию и отправили служить на Гавайи. В 1946 году Колтрейн уволился в запас и вернулся в Филадельфию.
Осенью того же года Джон начал играть в оркестре Джо Уэбба, а в 1947 году перешёл в «King Kolax Band». Там же Колтрейн впервые попробовал взять в руки тенор-саксофон, ставший впоследствии его основным инструментом. Одни источники утверждают, что это произошло под влиянием игры Чарли Паркера, который, как тогда считалось, довел возможности альт-саксофона до совершенства, другие считают, что переключиться на тенор Колтрейна вынудил руководитель его оркестра, сам игравший на альте.

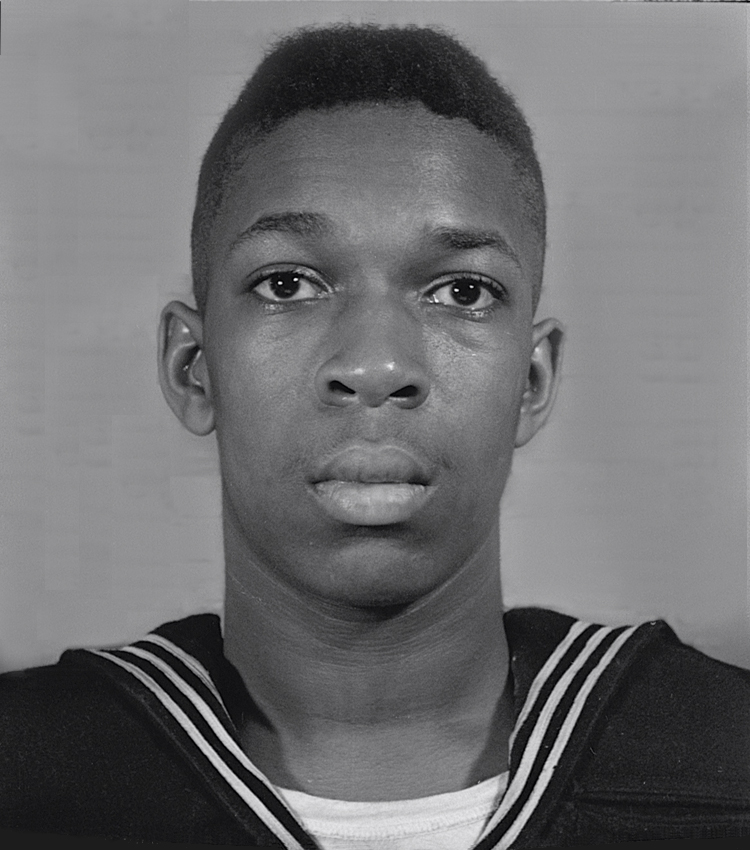
Первые записи Колтрейна были сделаны, когда он был моряком.

В 1949 году Джон присоединился к настоящему звёздному составу — биг-бэнду Диззи Гиллеспи и оставался в нём до весны 1951 года, когда оркестр превратился в септет. Вместе с ним, в 1951 году, Колтрейн записал на пластинку своё первое соло в пьесе «We Love To Boogie». Подобно многим джазменам того времени, он постепенно стал наркоманом, что затрудняло поиски работы и служило причиной конфликтов. В 1952 году Джон познакомился с Эриком Долфи, который навсегда стал самым близким для него другом. Совместных записей они почти не делали, но сотрудничество с Долфи плодотворно сказалось на дальнейшем творчестве Колтрейна. Он переходил из состава в состав, но в 1954 году ему повезло — его пригласил в свой бэнд Джонни Ходжес. У него Колтрейн продержался меньше года, а затем судьба свела его с Майлзом Дэвисом. Их классический состав включал в себя Дэвиса, Колтрейна, пианиста Реда Гарленда, басиста Пола Чамберса и ударника Филли Джо Джонса. С этим квинтетом Колтрейн сделал множество записей на лейблах Columbia и Prestige. Впоследствии, когда он стал очень известным, его сайдменские записи стали издаваться под его именем, и этот процесс продолжается до сих пор. Из-за пристрастия к героину Дэвис несколько раз увольнял Колтрейна из своей группы, но потом опять приглашал обратно. Окончательно они расстались в 1957 году, что послужило для саксофониста толчком к тому, чтобы больше выступать и записываться самостоятельно.
В этом же 1957 году он издал на лейбле Prestige свой первый сольный альбом, названный «Coltrane», в составе с трубачом Джонни Сплоуном, баритон-саксофонистом Сахибом Шихабом, пианистами Малом Уолдруном и Редом Гарлендом, басистом Полом Чамберсом и барабанщиком Элом Хитом. Тогда же, 1957 году, Колтрейн присоединился к квартету Телониуса Монка, а также продолжал работу над собственными альбомами. Он избавился от пристрастия к наркотикам и вновь начал сотрудничать с Майлзом Дэвисом, вместе с которым записал в 1959 году один из лучших в истории джазовых альбомов «Kind Of Blue». В начале 60-х годов вышел первый альбом Колтрейна, состоящий целиком из его собственных композиций — «Giant Steps», хотя некоторые треки там были контрафактом, как 26-2. Он окончательно отказывается от работы в других составах и собирает своё комбо в Нью-Йорке, состоящее из пианиста Стива Кюна (которого скоро заменил МакКой Тайнер), басиста Стива Дэвиса и ударника Пита Ла Рока (которого последовательно сменяли Билли Хиггинс и Элвин Джонс). Весь свой последний период творчества Колтрейн играл, кроме тенора, и на сопрано-саксофоне.
В 1962 году он подписал договор с лейблом Impulse! Работая с продюсером Бобом Тиле, Колтрейн записал в студии огромное количество материала, которое фирма не была в состоянии издать сразу, но зато постепенно издавала после смерти музыканта. Он развивал свой собственный, почти религиозный, подход к джазу, и самым знаменитым альбомом этого направления стала пластинка «A Love Supreme» (1964), получившая две номинации на Грэмми и ставшая самой продаваемой его работой.
Последний прижизненный альбом Колтрейна, «Expressions», вышел в 1967 году буквально за день до его смерти от рака печени. На похоронах великого музыканта играли Орнетт Коулман и Альберт Эйлер.

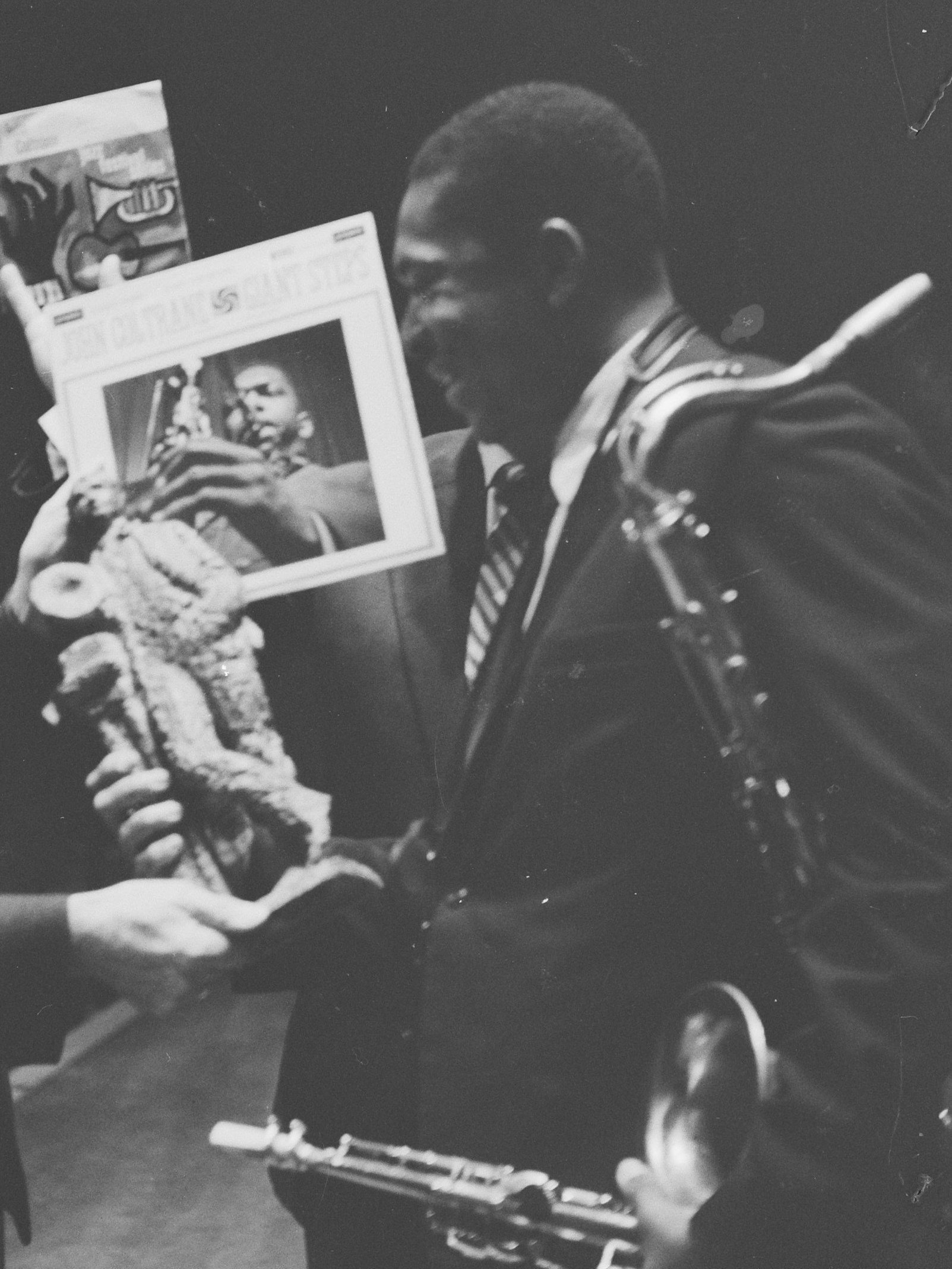
Джон Колтрейн в 1961 году

Несмотря на относительно короткую жизнь и карьеру (он стал известен широкой публике только в возрасте 33 лет, а умер, не дожив до сорока одного года), Джон Колтрейн до сих пор является одной из самых известных и противоречивых фигур джазового мира. Он играл в разных, чуть ли не противоположных стилях, и это служило причиной столь же противоположных отзывов критиков о его музыке. Однако уже давно никто не подвергает сомнению грандиозный вклад Колтрейна в современный джаз и влияние на творчество подавляющего большинства саксофонистов второй половины XX века. Он оставил огромное наследие в истории джаза, во многом предопределив развитие этого стиля на долгие годы.
Джон Колтрейн сам никогда не отзывался о технике своей игры как о совершенной или безукоризненной:
«Я посвящаю совсем немного времени самостоятельным гармоническим исследованиям в библиотеках и подобных местах. Я обнаружил, что нужно оглянуться на старые вещи и увидеть их в новом свете. Я не закончил с этими исследованиями, потому что ещё не освоил всё в своей игре. Я хочу прогрессировать, но не хочу зайти так далеко, что не смогу видеть, что делают другие. Я чувствую, что должен уделить ещё немного времени изучению ритма с помощью прошлого».
До настоящего времени влияние Колтрейна на молодых музыкантов современного джаза не ослабевает. Развитие характерного колтрейновского стиля игры и саксофонного саунда продолжили его ученики и многочисленные последователи, в том числе Арчи Шепп, Чарлз Ллойд, Ян Гарбарек, в России — Н. Панов, А. Пищиков, М. Литвин, И. Бутман, С. Гурбелошвили и многие другие.
Значительным является и композиторское наследие Колтрейна; среди его лучших сочинений — «Naima», «Blues Minor», «A Love Supreme», «Alabama», «Fifth House», «Chasin' The Train», Blues To Bechet, Blues To You, Mr. Day, Mr. Syms, Mr. Knight, Harmonique, Dahomey Dance, India, Moment’s Notice, Giant Steps, Lonnie’s Lament.
Колтрейн умер от рака печени в больнице Хантингтона на Лонг-Айленде 17 июля 1967 года в возрасте 40 лет. Четыре дня спустя в Лютеранской церкви Святого Петра в Нью-Йорке состоялось его отпевание. Службу открыл квартет Альберта Айлера, а закрывал квартет Орнетта Коулмана. Колтрейн похоронен на кладбище Пинелаун в Фармингдейле, Нью-Йорк.
Смерть Колтрейна удивила многих в музыкальном сообществе. Дэвис сказал, что «смерть Колтрейна всех потрясла, застала врасплох. Я знал, что выглядит он не слишком хорошо… но не догадывался, что он был настолько болен — и вообще что он был болен».

## Дискография
Моя цель — жить действительно духовной жизнью и выразить это в моей музыке. Если вы живёте именно так, то играть легко, потому что музыка часть такой жизни. Она очень, очень глубоко в вас. Моя музыка — это вдохновенное выражение моего Я — моей Веры, моего опыта, моего естества.
Наиболее значительные из альбомов Колтрейна:
Изданные на Prestige Records и Blue Note Records:
- Coltrane (debut solo LP) (1957 г.)
- Blue Train[англ.] (1957)
- John Coltrane with The Red Garland Trio (1957 г.)
- Soultrane (1958 г.)
- Lush Life (1958 г.)

Изданные на Atlantic Records:
- Giant Steps (1960 г.)
- Coltrane Jazz (1961 г.)
- My Favorite Things (1961 г.)
- Olé Coltrane (1961 г.)

Изданные на Impulse! Records:
- Africa/Brass (1961 г.)
- Live! at the Village Vanguard (1962 г.)
- Coltrane (1962 г.)
- Duke Ellington & John Coltrane (1963 г.)
- Ballads (1963 г.)
- John Coltrane and Johnny Hartman (1963 г.)
- Impressions (1963 г.)
- Live at Birdland (1963 г.)
- Crescent (1964 г.)
- A Love Supreme (1965 г.)
- The John Coltrane Quartet Plays (1965 г.)
- Ascension (1965 г.)
- New Thing at Newport (live with Archie Shepp) (1965 г.)
- Kulu Se Mama (1966 г.)
- Meditations (1966 г.)
- Live at the Village Vanguard Again! (1966 г.)
- Expression (1967 г.)

## Инструменты
В 1947 году, когда он присоединился к группе «King Kolax Band», Колтрейн перешёл на тенор-саксофон, и позже благодаря этому инструменту стал широко известен. Предпочтения Колтрейна в плане музыки больше предоставлены диапазону тенор-саксофона (по сравнению, например, с Коулменом Хокинсом или Лестером Янгом) и это объясняется тем, что начинал он обучение на альт-горне и кларнете; его «звуковые пласты» (особая манипуляция голосовым трактом-языком и горлом) для тенора было предпочтительнее, чем для каких-либо диапазонов других инструментов. Термин «звуковые пласты» означает, что звуки извлекаются столь стремительно, что их нельзя услышать в отдельности, а только в составе сплошной звуковой линии. Такое понятие впервые употребляет музыкальный критик Айра Гитлер.
В начале 1960-х, во время его работы с Atlantic Records, он все больше играл на саксофоне-сопрано. А также к концу своей карьеры он экспериментировал с флейтой в своих живых выступлениях и студийных записях (Live at the Village Vanguard Again!, Expression). После того, как близкий друг Джона Эрик Долфи умер в июне 1964 года, мать Эрика, как сообщается, подарила Джону флейту и бас-кларнет, которые принадлежали Эрику.
Тенор Колтрейна (Henri Selmer Paris Mark VI, серийный номер 125571, датированный 1965 годом) и сопрано (Henri Selmer Paris Mark VI, серийный номер 99626, датированный 1962 г.) были проданы с аукциона 20 февраля 2005 года, чтобы собрать деньги для фонда Джона Колтрейна. Сопрано был продан за $70,800, а тенор по сей день остаётся непроданным.

## Личная жизнь и религиозные взгляды
В 1955 году Колтрейн женился на Найме Граббз (урождённой Хуаните Граббз). Найма, которая уже стала новообращённой мусульманкой, сильно повлияла на духовную жизнь Джона. Когда они поженились, у Наймы уже была пятилетняя дочь по имени Антония, позже названная Саидой. Колтрейн принял Саиду как собственную дочь. Джон и Найма встретились в доме басиста Стива Дэвиса в Филадельфии. Одну из своих немногочисленных любовных баллад он написал в честь своей жены — «Naima» позже стала самой любимой композицией Колтрейна. В 1956 году супруги покинули Филадельфию вместе с их 9-летней дочерью и переехали в Нью-Йорк. В августе 1957 года, Колтрейн, Найма и Саида переехали в квартиру на улице Амстердам-авеню в Нью-Йорке, недалеко от Центрального парка на западе. Ещё несколько лет спустя, Джон и Найма купили дом в Лонг-Айленде на Мексико-стрит. Этот дом стал тем местом, где они в конечном итоге расстались в 1963 году. Позже, Найма в перерыве между концертом Chasin' the Trane дала небольшое интервью Джей-Си Томасу: "Я чувствовала, что это должно будет произойти рано или поздно, поэтому я не удивилась, когда Джон ушёл из дома летом 1963 года. Он даже никак не объяснился. Он просто сказал мне, что у него остались дела, которые он должен был доделать, и он взял с собой только его одежду и саксофон. Позже он останавливался в отеле иногда, а иногда у матери в Филадельфии. Он говорил мне: «Найма, я собираюсь измениться. Хотя я смогу это прочувствовать очень глубоко, но это больно, и я не переживу это ещё как минимум, год». Но позже Колтрейн все равно сохранял близкие отношения с Наймой, даже сказав в 1964 году, что «90 % его игры будет молитва за нее». Колтрейн был бы вместе с ней ещё четыре года но он всегда поддерживал связь с ней. Найма принесла безмятежность и спокойствие в его жизнь. Все, кто знал Найму описывали её душу, как «нежный дух спокойствия». Они поддерживали связь с друг другом до самой своей смерти в 1967 году. Найма Колтрейн умерла от сердечного приступа в октябре 1996 года.
Вторая жена Колтрейна, Элис, оказавшаяся позже с ним до конца его жизни, также призывала к своим духовным убеждениям. В 1955 году Колтрейн написал пьесу «Naima» и вступил в контакт с исламом. Колтрейн и Найма были официально разведены только в 1966 году. В 1963 году Джон познакомился с пианисткой Элис Маклеод. Он и Элис уже на момент сожительства имели двух сыновей, прежде чем он официально развёлся с Наймой в 1966 году, и уже когда Джон и Элис сразу после этого женились. Джон Колтрейн-младший родился в 1964 году, Рави Колтрейн — в 1965 году, и Ораньян («Оран») — в 1967 году. По словам музыканта и композитора Питера Лавецолли, «Элис принесла счастье и стабильность в жизнь Джона. И не только потому что у них были дети, но и потому, что они разделяли между собой те же духовные убеждения. В частности — это был взаимный интерес к индийской философии. Элис также поняла благодаря ему — что такое быть профессиональным музыкантом».
Колтрейн родился и вырос в христианской семье, и был под влиянием религии и духовности уже с самого раннего детства. Его дед по материнской линии, преподобный Уильям Блэр, был министром в Африканской методистской епископальной сионской церкви в Хай-Пойнте, Северная Каролина, и его дед по отцовской линии, преподобный Уильям Х. Колтрейн, был министром Африканской сионской церкви в Гамлете, Северная Каролина. Критик Норман Вайнштейн отметил параллели между музыкой Колтрейна и его опытом в южных церквях, в которых он уже заниматься музыкой именно там, с юношества.
В 1957 году Колтрейн уже имел религиозный опыт, который, возможно, уже позже помог бы ему преодолеть пристрастие к героину и алкоголизм, с которыми он боролся с 1948 года. В буклете к альбому «A Love Supreme», Джон утверждал: «В 1957 году я испытал, по милости Божией, духовное пробуждение, которое должно было привести меня к более богатой, более полной, более продуктивной жизни. В то время, в знак благодарности Ему, я смиренно просил, чтобы у меня появились средства и возможность делать других счастливыми с помощью музыки». В комментариях к новым песням появляются упоминания о Боге в Универсалистском смысле — « я не сторонник превосходства одной религии над другой». Об этом также свидетельствует всеобщее представление о духовности, которое можно найти в буклете к альбому «Meditations» (1965), в котором Колтрейн заявляет: «Я верю во все религии».
После «A Love Supreme», множество названий и содержаний песен и альбомов Джона были связаны с духовными вопросами: «Ascension» («Вознесение»), «Meditations» («Медитации»), «Om» («Ом»), «Selflessness» («Самоотверженность»), «Amen» («Аминь»), «Ascent» («Восхождение»), «Attaining» («Постижение»), «Dear Lord» («Дорогой Господь»), «Prayer and Meditation Suite» («Молитвенная и медитативная сюита»), and «The Father and the Son and the Holy Ghost» («Отец, Сын и Святой Дух»). В коллекцию книг Колтрейна входили Евангелие Шри Рамакришны, Бхагавада Гиты, и Парамахансы Йогананды — «Автобиография Йоги». Последняя из них описывает, по словам Лавецолли: «Это был поиск универсальной истины, это путь, который Колтрейн уже принял. Йогананда считал, что и восточные, и западные духовные пути были одинаково эффективны, и писал о сходстве между Кришной и Христом. Эта открытость к различным традициям резонировала с Колтрейном. Джон также изучал Коран, Библию, Каббалу, астрологию с одинаково равным желанием и увлечённостью». Джон также исследовал индуизм, писания и речи Джидду Кришнамурти, африканские истории, философские учения Платона и Аристотеля и дзен-буддизм.
В октябре 1965 года, Колтрейн записал альбом «Om», ссылаясь на священный слог в индуизме, который символизирует бесконечность всей Вселенной. Колтрейн написал в буклете: «Ом — это как „первый слог, изначально это слово слов, слово силы“. В 29-минутной записи содержатся песнопения из индуистской „Бхагавадгиты“ и буддийской тибетской „Книги мертвых“, и чтение отрывка с описанием первичной вербализации „Ом“ в качестве космического/духовного общего знаменателя для всех вещей.
Духовное путешествие Колтрейна было связано с его исследованием мировой музыки. Он верил не только в универсальный музыкальный строй, невзирая на этнические различия, но и в то, что чтобы быть в состоянии использовать мистический язык самой музыки, нужно понимать весь музыкальный строй». Исследование Джоном индийской музыки привели его к мысли, что определённые звуки и гаммы могут «наводить конкретные эмоциональные смыслы».
По словам Колтрейна:
«Цель музыканта — понимать эти силы, управлять ими и получать ответ от аудитории». Колтрейн сказал: «Я хотел бы донести до людей эмоцию что-то вроде счастья. Я хотел бы узнать этот способ, так, чтобы если я хочу, чтобы это был дождь, то пусть сразу начнётся дождь. Если один из моих друзей болеет, то я хотел бы играть определённую песню, и он бы выздоравливал. Когда бы у него не было денег, я бы выпускал новую песню и тут же бы он получал все свои деньги, которые ему так нужны».

## Наследие

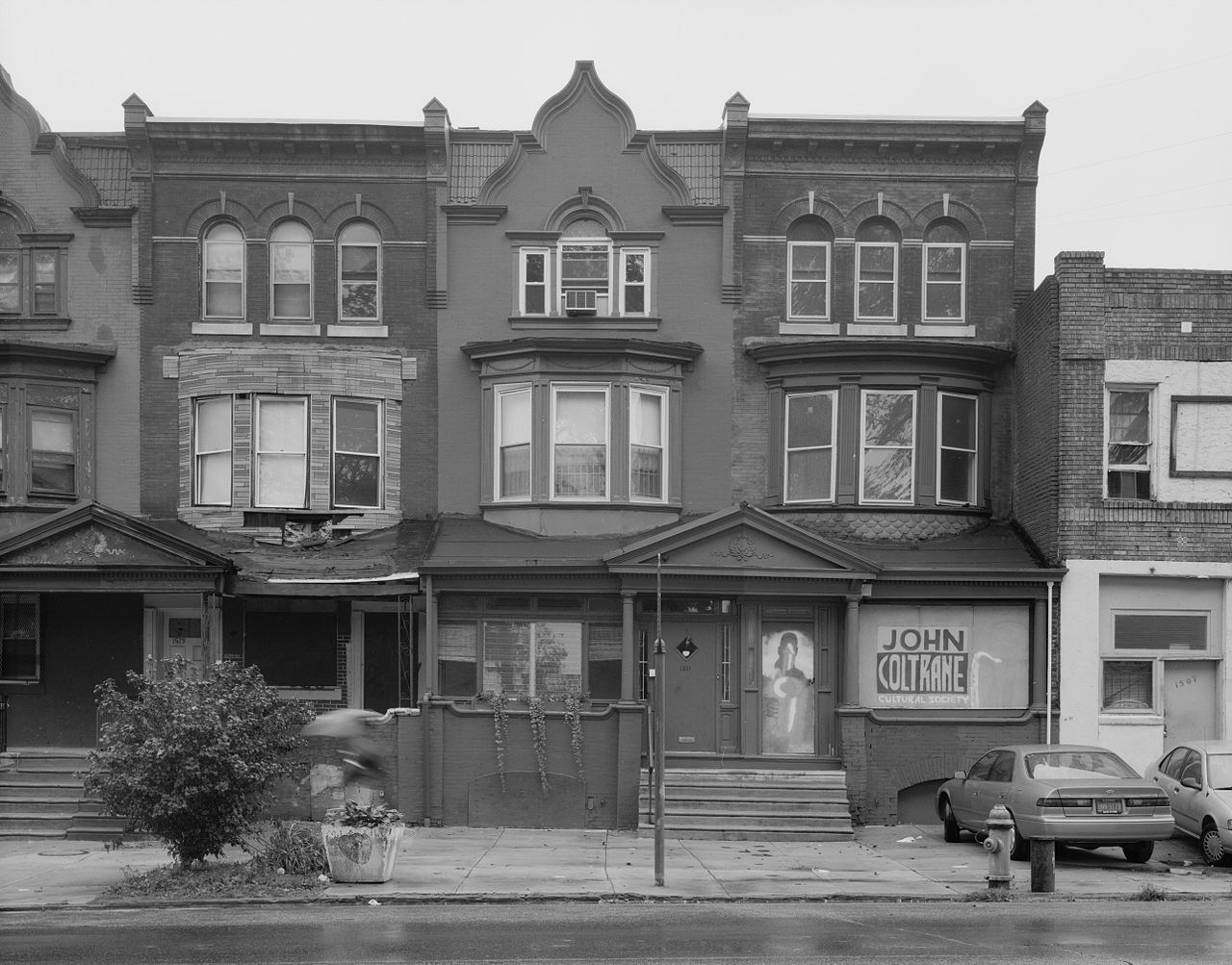
Дом Джона Колтрейна, 1511 North Thirty-third Street, Филадельфия.

Влияние Колтрейна на музыку охватывает множество жанров и музыкантов. Колтрейн оказал огромное влияние на джаз, мейнстрим и авангард, что началось при его жизни и продолжало расти и после его смерти. Он является одним из самых доминирующих влиятельных личностей на джазовых саксофонистов после 1960 года и вдохновил целое поколение джазовых музыкантов.
В 1965 году Колтрейн был введён в «Down Beat Jazz Hall of Fame».
В 1972 году его альбом «A Love Supreme» был сертифицирован золотом RIAA за продажу более полумиллиона копий в Японии. Этот альбом, а также «My Favorite Things», получили «золотой» статус в Соединённых Штатах в 2001 году. В 1982 году он был удостоен посмертной премии «Грэмми» за «Лучший джазовый моноспектакль» в альбоме Bye Bye Blackbird, и в 1997 году он был награждён премией Грэмми за прижизненные достижения в премиях. В 2002 учёный Молефе Кете Асанте включил имя Джона Колтрейна в одно из его 100 величайших афроамериканцев. Колтрейн был удостоен специальной Пулитцеровской премии в 2007 году со ссылкой на его «виртуозную импровизацию, музыкальность и верховное знаковое центральное место в истории джаза». Он был введён в Северной Каролине в музыкальный Зал славы в 2009 году.
Также влияние Колтрейна на музыкальный мир оказалось значительным (оно ощущается и сегодня). Он произвёл революцию в джазе с его методами экспериментальных исследований — это показало глубокое почитание звуков из других народных музыкальных культур, в том числе культур Африки и Латинской Америки.
Его вдова, Элис Колтрейн, после нескольких десятилетий изоляции, всё-таки восстановила общественную жизнь вплоть до её смерти в 2007 году. Бывший дом Джона, Джон Колтрейн-Хаус в Филадельфии, был объявлен национальным историческим памятником в 1999 году. Его последний дом, Джон Колтрейн-Хаус в Дикс-Хиллс, район (Хантингтон, Нью-Йорк), где он проживал с 1964 года и до его смерти был добавлен в Национальный реестр исторических мест США 29 июня 2007. Один из их сыновей, Рави Колтрейн, названный в честь ситариста Рави Шанкара — тоже саксофонист.
В честь Колтрейна взял свой псевдоним шотландский комик и актёр Робби Колтрейн (1950—2022).

## Военные награды США[9]
- Медаль «За Американскую кампанию»
- Медаль «За Азиатско-тихоокеанскую кампанию»
- Медаль Победы во Второй мировой войне